# 松井三郎 (環境工学者)
松井 三郎（まつい さぶろう、1944年1月29日 - ）は、日本の環境工学者。『地球温暖化問題に関する懇談会』委員。京都大学名誉教授。

## 経歴
- 1944年（昭和19年）- 大阪府出身
- 1966年（昭和41年）- 京都大学工学部衛生工学科を卒業
- 1968年（昭和43年）- 京都大学大学院工学研究科衛生工学専攻修士課程を修了
- 1972年（昭和47年）- 茨城県鹿島下水道事務所技師（主幹）
- 1973年（昭和48年）- 米国テキサス大学オースティン校大学院博士課程を修了（Ph.D）
- 1975年（昭和50年）- 金沢大学工学部助教授
- 1986年（昭和61年）- 京都大学工学部助教授
- 1987年（昭和62年）- 京都大学工学部附属環境微量汚染制御実験施設教授
- 1995年（平成7年）- 京都大学大学院工学研究科附属環境質制御研究センター教授
- 2001年（平成13年）- 京都大学大学院工学研究科環境工学専攻環境デザイン工学講座教授
- 2002年（平成14年）- 京都大学大学院地球環境学堂環境調和型産業論教授
- 2007年（平成19年）- 京都大学名誉教授、松井三郎環境設計事務所代表
  - 立命館大学理工学研究機構教授
- 2008年（平成20年）- 福田内閣「地球温暖化問題に関する懇談会」委員[2]

## 役職
- 地球温暖化問題に関する懇談会 委員
- 株式会社松井三郎環境設計事務所 代表取締役
- 京都大学名誉教授
- 北海道大学 環境ナノ・バイオ工学研究センター・客員教授[3]
- 芝浦工業大学客員教授

## 所属学会
- 土木学会
- 日本水環境学会
- 日本水道協会
- 日本下水道協会
- 日本廃棄物学会
- 国際水学会(International Water Asociatior)
- アメリカ化学会(American Society of Chemistry)
- 土木学会地球環境委員会
- 英国土木学会(Institute of Civil Engineers. U. K. )
- 環境技術研究協会
- 環境システム計測制御学会
- 環境ホルモン学会

## 研究分野
- 環境影響評価・環境政策・土木環境システム
- 下廃水処理、環境微量汚染制御、湖沼環境、環境倫理

## 受賞歴
- 2025年 - 瑞宝中綬章[4]
- 2002年 - 日本水環境学会『学術賞』
- 1996年 - R.A. Vollenweider Lecturship Prize （カナダ環境省）
- 1995年 - 環境工学研究フォーラム論文賞（土木学会環境工学委員会）
- 1993年 - 環境工学教授協会 優秀招待講演者賞（アメリカ合衆国）
- 1984年 - 月刊誌『水』賞

## 著書

### 単書
- 『地球環境保全の法としくみ （地球環境のための技術としくみシリーズ）』コロナ社 ISBN 978-4339068610（発売日：2004/11 ）
- 『環境ホルモンの最前線』有斐閣 ISBN 978-4641280786（発売日：2002/11 ）
- 『今なぜ地球環境なのか （地球環境のための技術としくみシリーズ）』コロナ社 ISBN 978-4339068511（発売日：2002/01 ）

### 共著
- 『京都学派の遺産―生と死と環境』晃洋書房 ISBN 978-4771019478（発売日：2008/06 ）
- 『生活水資源の循環技術 （地球環境のための技術としくみシリーズ）』コロナ社 ISBN 978-4339068528（発売日： 2005/07 ）
- 『都市水管理の先端分野―行きづまりか希望か』技報堂出版 ISBN 978-4765531887（発売日：2003/06 ）
- 『岩波講座 地球環境学（4）水・物質循環系の変化』岩波書店ISBN 978-4000109048（発売日：1999/2/25 ）
- 『地球ウインドウズ―土木建設技術者のための地球環境入門 』技報堂出版 ISBN 978-4765531443（発売日：1996/04 ）

### 訳書
- R.E. Speece『産業廃水処理のための嫌気性バイオテクノロジー 』技報堂出版 ISBN 978-4765531603（発売日：1999/10 ）